# 중앙 연극 대학
중앙 연극 대학(중앙희극학원, 중국어 간체자: 中央戏剧学院, 병음: Zhōngyāng Xìjù Xuéyuàn), 영문명으로 드라마 중앙 대학(영어: The Central Academy Of Drama)은 중국 베이징에 위치한 예술 대학이다.

## 출신 연예인
- 당언: 중국의 여자 배우.
- 이양천새: 중국의 남자 배우, 3인조 보이 그룹 TFBOYS의 일원.
- 윈윈: 대한민국 다국적 보이 그룹 NCT의 일원.
- 우효광: 중국의 남자 배우.
- 왕호연
- 장리: 중국의 여자 배우.
- 쟝쩐위: 중국의 여자 배우.
- 진성욱
- 자오진마이: 중국의 여자 배우.
- 축서단: 중국의 여자 배우.
- 장신청: 중국의 남자 배우.
- 왕탁성: 중국의 남자 배우.